# Getelo
Getelo is een gemeente in het landkreis Graafschap Bentheim in de deelstaat Nedersaksen. Getelo telt 528 inwoners.
Getelo ligt westelijk van Nordhorn aan de grens met Nederland. De gemeente behoort tot de Samtgemeinde Uelsen, waarvan het bestuur zetelt in de gemeente Uelsen.
De gemeente bestaat uit de ortsteile Getelo en Getelomoor.
- Gemeinsame Normdatei: 1043131701
- Virtual International Authority File: 305321895

Bad Bentheim · 
Emlichheim · 
Engden · 
Esche · 
Georgsdorf · 
Getelo · 
Gölenkamp · 
Halle · 
Hoogstede · 
Isterberg · 
Itterbeck · 
Laar · 
Lage · 
Neuenhaus · 
Nordhorn · 
Ohne · 
Osterwald · 
Quendorf · 
Ringe · 
Samern · 
Schüttorf · 
Uelsen · 
Wielen · 
Wietmarschen · 
Wilsum